# Josef Jarno

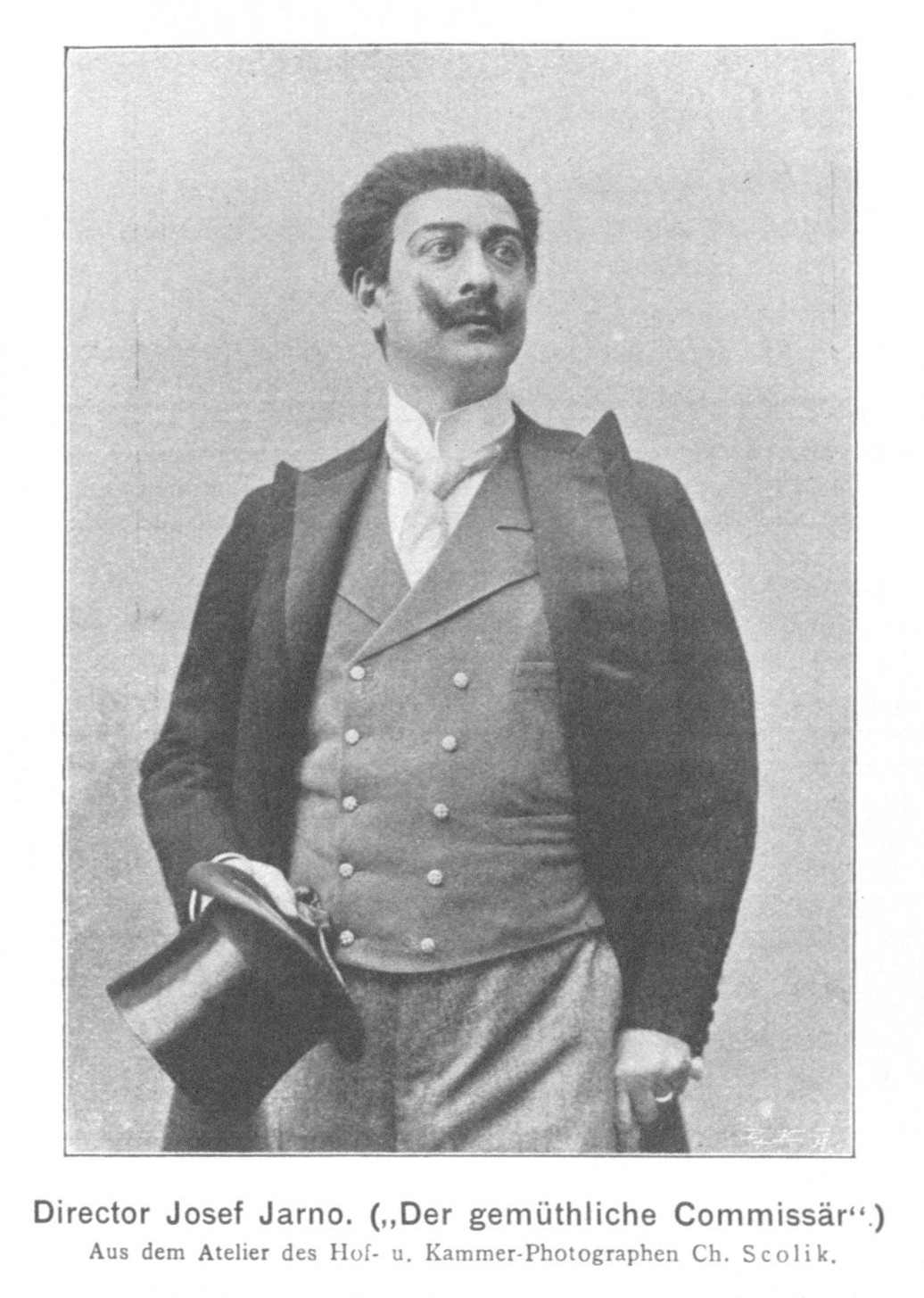
Josef Jarno, 1901

Josef Jarno, eigentlich Josef Kohner (* 24. August 1865 in Ofen, Kaisertum Österreich; † 11. Jänner 1932 in Wien), war ein österreichischer Schauspieler und Theaterdirektor. Er war der Bruder des zwei Jahre jüngeren Opern- und Operettenkomponisten Georg Jarno.

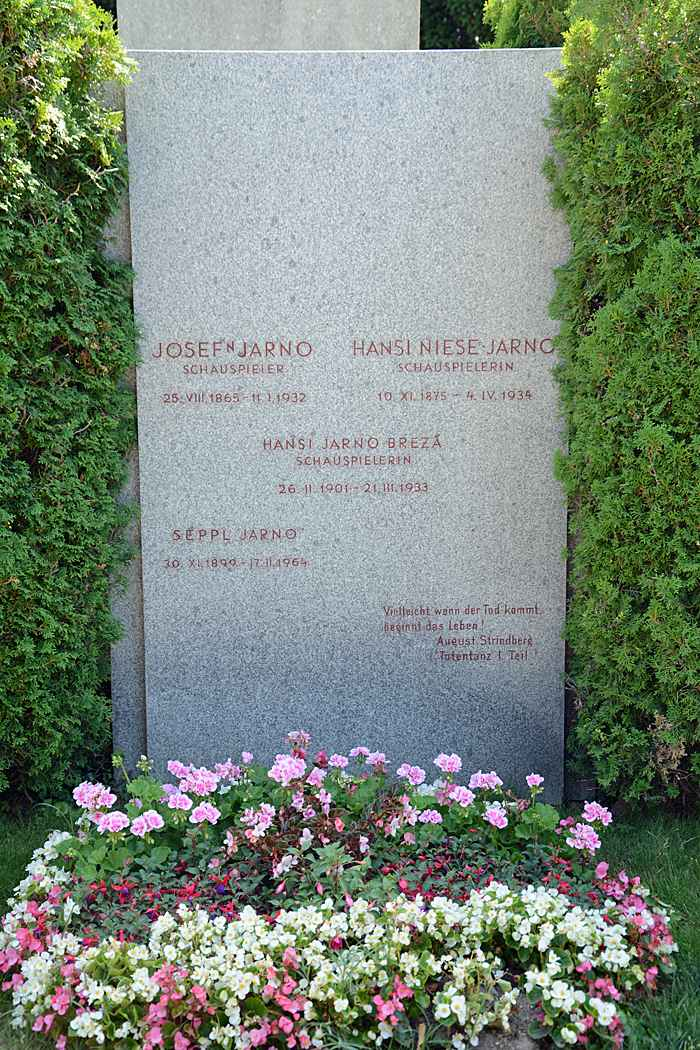
Grab der Familie Jarno auf dem Wiener Zentralfriedhof. Man beachte die Inschrift: Sie gibt den 25. August 1865 als Geburtsdatum an.

## Leben
Jarno debütierte 1885 am Kurtheater Bad Ischl, Oberösterreich. Die folgenden 14 Jahre gastierte er hier jeden Sommer.
1897 wurde das Sommertheater Bad Aussee eingeweiht und Jarno zu seinem ersten Direktor berufen. Er gab dieses Amt zwei Jahre später auf, als er 1899 nach Wien ging, um die Leitung am Theater in der Josefstadt zu übernehmen. Er avancierte zu einem "Fürsten österreichischer Theaterkultur" und machte "diese kleine Vorstadtbühne zu einem Theater von mitteleuropäischem Rang."
Gemeinsam mit dem Berliner Schauspieler und Regisseur Gustav Rickelt verfasste er um diese Zeit den Schwank Die Wahrsagerin.
In Wien konnte Jarno seine Ideen vom modernen Drama realisieren, indem er Henrik Ibsen, August Strindberg, Arthur Schnitzler und George Bernard Shaw auf die Bühne brachte und mit seinen populäreren Produktionen quersubventionierte. Hier wirkte Jarno bis 1923 und heiratete 1899 die Schauspielerin Hansi Niese. Mit ihr hatte er zwei Kinder, Josef (10. November 1899 bis 17. Februar 1964) und Hansi (26. Februar 1901 bis 21. März 1933, verheiratete Breza).
Die deutschsprachige Erstaufführung von Ferenc Molnárs Vorstadtlegende Liliom mit Jarno in der Titelrolle des auf Abwege geratenen Schaustellers begründete 1913 den Welterfolg des Stücks.
1905 kaufte Jarno das (1927 in ein Kino umgebaute) Fürst-Theater im Wiener Prater und leitete es parallel mit dem Josefstädter Theater. Von 1925 bis 1931 war Jarno Direktor des Wiener Renaissancetheaters. In der Spielzeit 1928 / 1929 hatte er diese Funktion auch am Carltheater. Daneben führte er von 1921 bis 1930 in den Sommermonaten das Ischler Kurtheater, an dem er einst debütiert hatte. Außerdem förderte er Schriftsteller durch Soiréen, Lesungen und ähnliche Veranstaltungen.
Josef Janro starb in Wien und wurde am 13. Januar 1932 dort beigesetzt. Der Trauerfeier wohnte auch Kerstin Strindberg bei, Tochter von August Strindberg, dessen Rolle Jarno einst gespielt hatte.
Sein Ehrengrab befindet sich auf dem Wiener Zentralfriedhof (Gruppe 14 C, Nummer 4). Zwei Jahre später wurde auch seine Witwe Hansi Niese hier bestattet.